# Географија Србије
Србија је суверена држава која се налази на раскрсници путева средње и југоисточне Европе, покривајући крајње јужне делове Панонске низије (Војводина, регија средње Европе) и Балкана. Србија се граничи са Босном и Херцеговином (ентитетом Република Српска), Бугарском, Хрватском, Мађарском, Републиком Северном Македонијом, Црном Гором, Румунијом и Албанијом. Она је континентална земља. Дунав пружа бродски приступ унутрашњој Европи и Црном мору.

## Границе
Границе Србије су укупне дужине од 2.351,8 km, од чега са Румунијом (546,5 km), Хрватском (259 km), Мађарском (174,7 km), Бугарском (357,1 km), Албанијом (150 km), Републиком Северном Македонијом (252 km), Босном и Херцеговином (БиХ, 363 km) и Црном Гором (249,5 km).

### Граница са Мађарском
Граница са Мађарском је вештачка и отворена. Дугачка је 174,7 km. Гранични прелази су Бачки Брег (друмски) Хоргош (друмски и железнички), Келебија (друмски и железнички), Бездан (речни, на Дунаву), Кањижа (речни, на Тиси) и Ђала (друмски)

### Граница са Румунијом
Граница са Румунијом је комбинована (природно-вештачка), неетничка је и отворена. Дугачка је 547,9 km, од чега на Дунаву 230 километара.
Гранични прелази су: Српска Црња (друмски), Јаша Томић (друмски), Ватин (друмски и железнички), Калуђерово (друмски), Ђердап (друмски), Велико Градиште (речни), Доњи Милановац (речни), Усије (речни), Прахово (речни), Наково (друмски).

### Граница са Бугарском
Граница према Бугарској је дугачка 360 километара. Гранични прелази су: Мокрање (друмски), Вршка Чука (друмски), Градина (друмски и железнички) Стрезимировци (друмски), Рибарци (друмски). Део границе са Бугарском је Стара планина.

### Граница са Северном Македонијом
Граница Србије са Северном Македонијом је комбинована (природно-вештачка). Дугачка је 273 километра и протеже се од тромеђе код села Жеравино до планинског врха код села Рестелица. Друмски гранични прелази су: Голеш, Прохор Пчињски, Прешево, Ђенерал Јанковић и Глобочица. Железнички прелази су: Прешево и Ђенерал Јанковић.

### Граница са Албанијом
Граница са Албанијом је дуга 111 километара и пружа се од тромеђе Србије, Северне Македоније и Албаније код места Рестелица до тромеђе Србије, Црне Горе и Албаније на планини Богићевици (2.092 мнв). Ово је најкраћа државна граница Србије и на њој постоје два друмска прелаза: Ћафа Прушит (код Ђаковице) и Врбница (код Призрена). Граница према Албанији од 10. јуна 1999. није под контролом Републике Србије, иако Резолуција 1244 предвиђа да српско особље задржи контролу над кључним граничним прелазима.

### Граница са Црном Гором
Граница према Црној Гори је комбинована (природно-вештачка) и протеже се од коте Тромеђа на Проклетијама до коте изнад села Декаре, на планини Јаворје, у дужини од 244 км. Друмски гранични прелази се налазе на путевима: Јабука – Ранче, Гостун – Конатар, Вуча – Вуча, Мехов Крш – Драченовац, Кула – Рожаје, Чакор – Чакор, Чемерно – Чемерно. Железничка пруга Београд - Бар пресеца границу код Гостуна.

### Граница са Босном и Херцеговином
Граница са Босном и Херцеговином се протеже од коте изнад села Декаре, на планини Јаворје до тромеђе БиХ, Србије и Хрватске код села Јамене. Граница је дугачка 383 километра, од чега је 228 км на рекама Дрини и Сави. Друмски прелази су: Јамена, Сремска Рача, Бадовинци (Павловића мост), Трбушница, Мали Зворник, Љубовија, Бајина Башта, Увац, Котроман. Железнички гранични прелази су: Сремска Рача (пруга Шид - Бијељина), Брасина (пруга Лозница - Зворник) и Прибој (пруга Београд - Бар).

### Граница са Хрватском
Граница Србије и Хрватске је дуга 259 километара, од тога 138 километара је на рекама Дунаву и Босуту. Протеже се од тромеђе БиХ-Србија-Хрватска, 6 км узводно од села Јамене до тромеђе Србија-Хрватска- Мађарска код Бездана. Гранични прелази су: Батровци (друмски), Шид (друмски и железнички), Сот (друмски), Нештин (друмски), Љуба (друмски), Бачка Паланка (друмски), Богојево (друмски и железнички), Апатин (водени) и Бездан (друмски и водени).

## Рељеф
На северу Србије се налази плодна Панонска низија. Кроз њу протичу реке Тиса и Дунав, који се среће са Савом код Београда. Једине планине у равној Војводини су Фрушка гора (Црвени Чот 539m) у Срему између Саве и Дунава и Вршачке планине (Гудурички врх 639 m) које су почетак Карпата.
Јужно од линије Сава-Дунав се налази побрђе Шумадије. Према југу брда прелазе у планине. На крајњем југозападу (Проклетије и Шар-планина) и на истоку (Стара планина) планински врхови достижу преко 2000 m (понекад и 2500m). Највиши врх Србије је Ђеравица, висок 2656 m, на тромеђи Србије, Црне Горе и Албаније. Планине Србије се могу проћи кроз бројне клисуре. Једна од њих је Ђердапска клисура на Дунаву, која је усечена кроз Карпатске планине. Најнижа тачка Србије је ушће Тимока у Дунав и износи 28 m. Вертикална рашчлањеност рељефа у Србији износи 2626 m.
Планински рељеф Србије објашњава појаву многих кањона, клисура и пећина (Ресавска пећина, Церемошња, Рисовача...), а додатну лепоту обезбеђује богатство изузетно очуваних шума у чијем саставу има много ендемских врста, те богатство вода, потока, извора, пашњака, итд.

### Планине
Највећи део територије Србије заузимају планине, које чине планинску регију. Она се протеже од Панонског побрђа на северу до црногорске, албанске и Северномакедонске границе на југу. Од запада ка истоку протеже се од босанско-херцеговачке до бугарске границе.
Планине Србије се деле на: 
- Родопске планине
- Карпатско-балканске планине
- Динарске планине

Највиши врхови Србије су:
| Врх           | Висина | Планина     |
| ------------- | ------ | ----------- |
| Велика Рудока | 2.658  | Шар планина |
| Ђеравица      | 2.656  | Проклетије  |
| Црни Врх      | 2.585  | Шар планина |
| Гусам         | 2.539  | Проклетије  |
| Богдаш        | 2.533  | Проклетије  |
| Жути Камен    | 2.522  | Проклетије  |
| Љуботен       | 2.498  | Шар планина |
| Ветерник      | 2.461  | Копривник   |
| Црни Крш      | 2.426  | Проклетије  |
| Хајла         | 2.403  | Хајла       |

### Палеовулкански рељеф
У Србији данас нема активних вулканских појава. Најмлађи вулканизам завршио се крајем терцијера односно почетком плеистоцена. О овом вулканизму можемо да говоримо на основу огромних маса еруптивних стена и пирокластичног материјала. Рељеф формиран активношћу овог вулканизма је готово потпуно уништен ерозијом те се о њему може говорити само на основу заосталих фрагмената.
Најзначајније области терцијерног вулканизма су: Косовско-копаоничко-рудничка, Црноречка и Јужно-моравска. Стари вулкани јављају се око Косовске котлине. То су Звечан, који је изграђен од риолита и риолитских туфова, односно Мркоњски вис и Велетин изграђени од трахита. Велики изливи риолита јављају у долини Ибра, око Рашке. Ту се у рељефу запажају купаста узвишења. Код Новог Пазара налази се кратер Ђурђевих ступова. Купастих узвишења има и на Рогозни а међу њима истиче се купа Јелач град (1268 m). Палеовулкански, андезитски и дацитски терени јављају се и око Јешевца и Треске, у близини Горњег Милановца. Морфолошки изразита палеовулканска купа издиже се изнад села Рудник. Ова купа носи назив Островица а изграђена је од дацита.
Област палеовулканског рељефа у Црноречкој котлини (слив Црног Тимока) веома је морфолошки изразита. Огромне масе андезита и дацита изливене су у пространој потолини између планина Старице, Кучаја, Ртња и Тупижнице. Ова област назива се ’’Велики Тимочки андезитски масив’’ Источне Србије. Током горње креде овај простор био је захваћен интензивним вулканизмом, који је тада имао карактер субмаринских ерупција. Вулканска активност завршена је пре средњег миоцена. У рељефу ове области преовладавају купаста узвишења која су поређана у низове. Јован Цвијић издвојио је три низа вулканских купа: Првулове чуке, Страхинове чуке и низ Тилва Њагре. Низови имају правац пружања ссз-јји и стичу се у планинском масиву Црног врха који је изграђен од андезита. Од низова купа издвајају се бочне косе које чине утисак споредних кратера. Таква је Меџинова чука изнад Брестовачке бање. Чука Лужуко представља комплекс андезитских главица.
Палеовулканска купа Тилва Њагра је најбоље изражена, у морфолошком погледу, у читавој еруптивној области. Она има очувану форму правог вулкана и бочну, паразитску купу (Тилва Мика).
У сливу Злотске реке, између села Злота и Брестовачке бање, налази се читав низ палеовулканских купа. Најизразитије су Кумастакан (јужно од Црног врха) и Крште Сатули (код Злота). На југу од Црног врха јавља се читав низ мањих палеовулканских купа: Краку Илијон, Руђина Галоњи, Ремецова чука, Девесељ, Скорушулуј, Првулово брдо, Савачки камен итд.
Андезитских купа има на простору северно од Црног врха али и јужно, особито на Јежевици, између Ртња и Тупижнице.
У врањском Поморављу налазе палеовулканске купе Облик и Грот.

### Крашки рељеф
| назив                  | локација             | дужина (m) |
| ---------------------- | -------------------- | ---------- |
| Лазарева пећина        | Кучај, Злот          | 9 818      |
| Ушачки пећински систем | Пештерско поље       | 6 185      |
| Церјанска пећина       | Церје                | 6 025      |
| Боговинска пећина      | Јужни Кучај, Бољевац | 5 842      |
| Самар                  | Копајкошара          | 3 829      |

Најдужа пећина на територији Србије је Лазарева пећина у близини Злота са дужином од 9 818 метара. Следе је Ушачки пећински систем у близини Сјенице и Церјанска пећина код села Церја.

## Хидролошке одлике

### Реке
Реке Србије припадају басенима Црног, Јадранског и Егејског мора.
Три су пловне: Дунав, Сава и Тиса. Најдужа река је Дунав који кроз Србију тече 588 km, од својих 2.857 km укупног тока. Дунавски басен отварањем канала Рајна—Мајна—Дунав (1992) повезује Северно море са Црним морем.
| Река           | Дужина у Србији | Укупна дужина |
| -------------- | --------------- | ------------- |
| Дунав          | 588             | 2783          |
| Западна Морава | 308             | 308           |
| Јужна Морава   | 295             | 295           |
| Ибар           | 272             | 272           |
| Дрина          | 220             | 346           |
| Сава           | 206             | 945           |
| Тимок          | 202             | 202           |
| Велика Морава  | 185             | 185           |
| Тиса           | 168             | 966           |
| Нишава         | 151             | 218           |
| Тамиш          | 118             | 359           |
| Бегеј          | 75              | 244           |
| Лим            | 68              | 220           |

### Језера
| Језеро                 | Површина km² | Надморска висина m | Највећа дубина m | Запремина воде mil m³ |
| ---------------------- | ------------ | ------------------ | ---------------- | --------------------- |
| Ђердапско              | 253          | 69,5               | 92               | 5000                  |
| Власинско (на Власини) | 16           | 1 213              | 22               | 165                   |
| Перућачко (на Дрини)   | 12,4         | 290                | 70               | 340                   |
| Газиводе               | 11,9         | 692,7              | 105              | 370                   |
| Зворничко (на Дрини)   | 8,1          | 140                | 28               | 42                    |
| Златарско (на Увцу)    | 7,2          | 880                | 75               | 250                   |
| Потпећко (на Лиму)     | 7,0          | 437                | 40               | 43                    |
| Палићко                | 5,6          | 101                | 3,5              | 11                    |
| Бело                   | 4,8          | 75                 | 2,5              | 7                     |